# Forsvarsdepartementet
Forsvarsdepartementet er det norske forsvarsministerium.